# Каменик (дем Въртокоп)
 Тази статия е за селото във Воденско, Гърция.  За селото в България вижте Каменик.  
Каменик (на гръцки: Πετρία, Петрия, на катаревуса: Πετραία, Петреа, до 1926 година Κάμενικ, Каменик) е село в Егейска Македония, Гърция, област Централна Македония, дем Въртокоп (Скидра).

## География
Селото е разположено на 60 m надморска височина, на около 5 km южно от демовия център Въртокоп (Скидра) в областта Сланица и на около 20 km югоизточно от град Воден (Едеса), в североизточното подножие на планината Каракамен (рида Габер).

## История

### В Османската империя
В обобщен списък на джизието на немюсюлманите от вилаета Водане за 1619-1620 година Каменик  е отбелязано като село с 15 ханета (домакинства).
В 1848 година руският славист Виктор Григорович описва в „Очерк путешествия по Европейской Турции“ Каменек като българско село. Гробищната църква „Света Параскева“ е от 1800 година.
Според Николаос Схинас („Οδοιπορικαί σημειώσεις Μακεδονίας, Ηπείρου, Νέας οροθετικής γραμμής και Θεσσαλίας“) в средата на 80-те години на XIX век Каменик (Καμενίκη) има 15 семейства християни.
В началото на XX век Каменик е малко българско селце във Воденска кааза на Османската империя. Според статистиката на Васил Кънчов („Македония. Етнография и статистика“) в 1900 година Каменикъ има 220 жители българи. По данни на секретаря на Българската екзархия Димитър Мишев („La Macédoine et sa Population Chrétienne“) в 1905 година в Каменик (Kamenik) има 120 българи патриаршисти гъркомани и в селото работи българско училище.
В 1910 година в селото (Κάμενικ) има 134 жители екзархисти и 11 мюсюлмани.
При избухването на Балканската война в 1912 година един човек от Каменик е доброволец в Македоно-одринското опълчение.

### В Гърция
По време на войната в селото влизат гръцки части и селото остава в Гърция след Междусъюзническата война в 1913 година. Според преброяването от 1913 година Каменик има 71 мъже и 55 жени. В 1913 година Панайотис Деказос, отговарящ за земеделието при Македонското губернаторство споменава Каменик като село населено със „славяногласни елини“.
Боривое Милоевич пише в 1921 година („Южна Македония“), че Каменик има 8 къщи на християни славяни и 11 къщи на християни цигани. В 1926 година името на селото е преведено на Петреа. В 1928 година селото е смесено (местно-бежанско) с 89 бежански семейства и 396 жители бежанци. От 722 души в 1940 година 290 са местни, а останалите бежанци.
Селото е богато. Населението произвежда овошки - праскови и ябълки, и в по-малки количества жито. Частично е развито и краварството.
| Име       | Име         | Ново име    | Ново име    | Описание                 |
| --------- | ----------- | ----------- | ----------- | ------------------------ |
| Голем дол | Γκόλεμ Ντολ | Мегало Рема | Μεγάλο Ρέμα | местност на З от Каменик |

| Година    | 1913 | 1920 | 1928 | 1940 | 1951 | 1961 | 1971 | 1981 | 1991 | 2001 | 2011 | 2021 |
| --------- | ---- | ---- | ---- | ---- | ---- | ---- | ---- | ---- | ---- | ---- | ---- | ---- |
| Население | 126  | 128  | 516  | 722  | 626  | 813  | 786  | 845  | 871  | 921  | 918  | 715  |

## Личности
Родени в Каменик
- Таше Христов (Таши, 1890 – ?), македоно-одрински опълченец, четата на Григор Джинджифилов, четата на Дякон Евстатий[17]